# Santa Maria de Penyafel
Santa Maria de Penyafel és una església de Santa Margarida i els Monjos (Alt Penedès) inclosa a l'Inventari del Patrimoni Arquitectònic de Catalunya. La seva fundació és del segle xii, ja que en un document del 1131, s'esmenta el nom de Penna Fedel. S'hi fa un aplec cada any, pel dilluns de Pasqua.

## Descripció
De la primitiva fàbrica rectangular romànica, en resten només trossos de parets i la portalada de mig punt amb dues arquivoltes, un anell toral llis amb gruixuda imposta senzilla i llisa, i dos capitells a banda i banda també llisos. Actualment l'entrada principal és formada per un portal amb dues arquivoltes adovellades amb un espai cobert per volta catalana que funciona com a nàrtex. Aquest portal resta dintre un porxo posterior, tot emblanquinat, obra barroca, com l'aixecament de la nau i l'absis. L'església és d'una nau amb llunetes capçada per un absis semicircular, amb un presbiteri més elevat que la resta. El cor a la nau i la cúpula estan decorades amb elements geomètrics i vegetals.